# مسييه 20
مسييه 20 أوم20 (بالإنجليزية: Messier 20 أو M20 أو NGC 6514) منطقة هيدروجين II وتقع في كوكبة الرامي. وتسمى بالإنجليزية أيضا Trifid Nebula  «سديم تريفيد» ، أي المقسمة إلى ثلاثة قطع . وهي تتكون من تجمع نجمي مفتوح وسديم إشعاعي . كما تتواجد بها منطقة مظلمة في الوسط تقسم السديم إلى ثلاثة مناطق . يظهر السديم مسييه 20 بتلسكوب بسيط كسديم ملون، وهو لهذا يحظي باهتمام هواة الفلك.
ترجع التسمية NGC 6514 إلى الفهرس العام الجديد.
يبعد سديم تريفيد عن المجموعة الشمسية بنحو 5.200 سنة ضوئية _ أي أنه يوجد في مجرتنا، مجرة درب التبانة. تقريبا كل ما هو في حدود 100.000 سنة ضوئية يتبع مجرتنا .

## خواص مسييه 20
يحظي سديم تريفيد (مسييه 20) باهتمام علماء الفلك الذين يوجهون تلسكوب هابل الفضائي إليه مستخدمين عدة مرشحات ضوئية تستطيع عزل خطوط طيف الهيدروجين الذري، وذرات الكبريت المتأينة، وكذلك الأكسجين المتأين. وقد كُونت الصورة بألوان توضيحية بقصد أن تعطي للرائي صورة عن مكونات السديم.
تمتد هذه السحابة نحو 8 سنه ضوئية من النجم الموجود في وسطها. ويخرج منها نافورة نجمية يبلغ طولها نحو 75و0 سنة ضوئية . ويقع مصدر تلك النافورة في السحابة وهو عبارة عن نجم جديد، حيث من خصائص النجوم الجديدة إصدار أمثال تلك النافورات . ويتسبب الإشعاع القوي الصادر من النجم المركزي في تسخين الغازات في السحابة مما يجعلها هي الأخرى تضيء.

## صور أخرى لمسييه 20

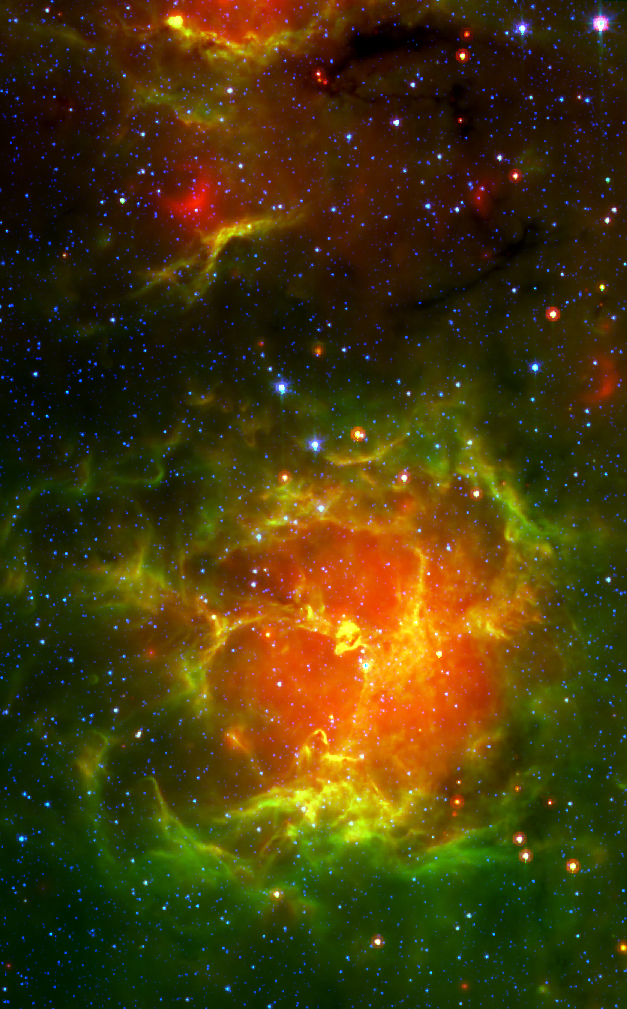
صورة للأشعة تحت الحمراء
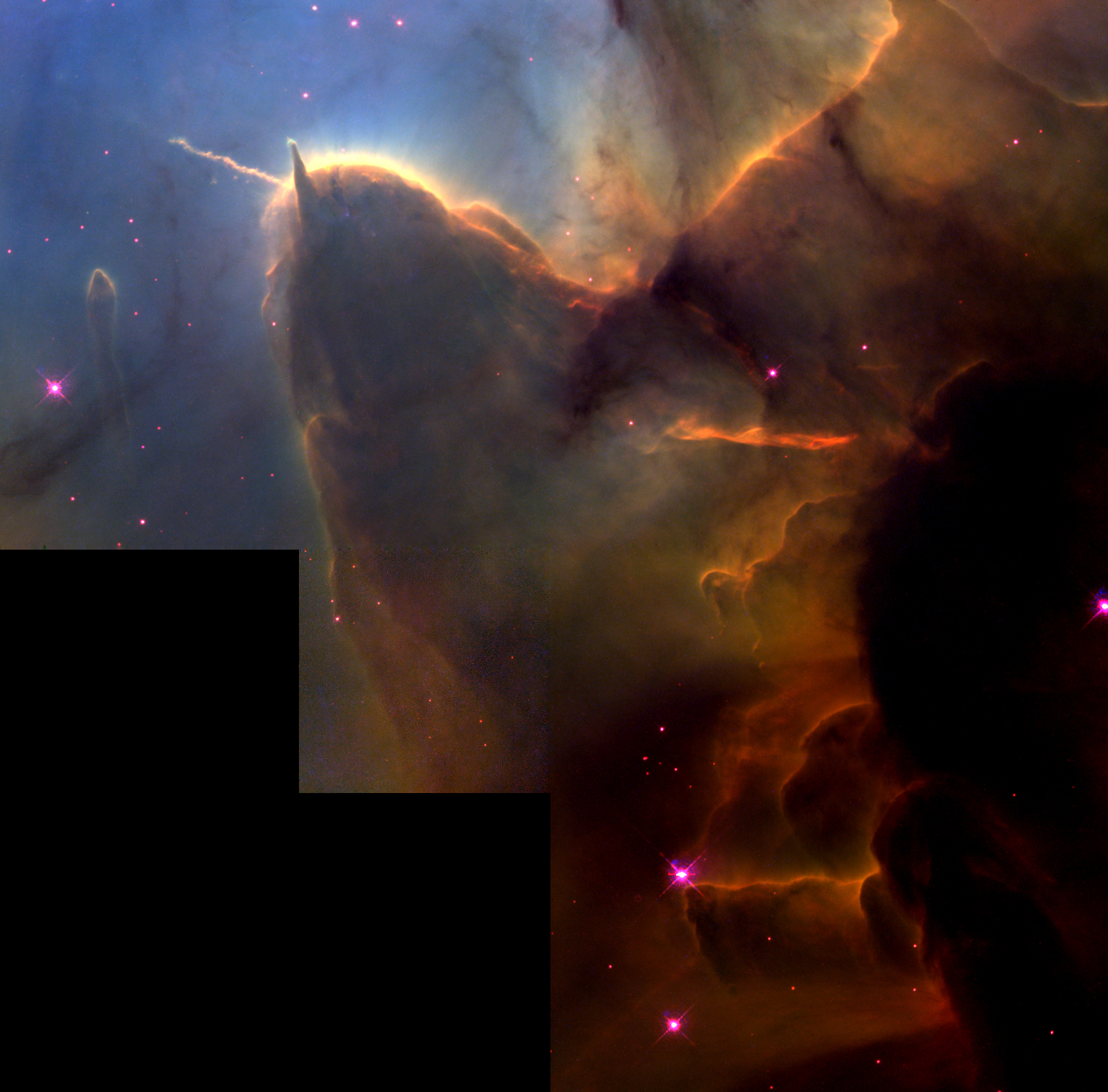
صورة تفصيلية من تلسكوب هابل وترى فيها النافورة الكونية.

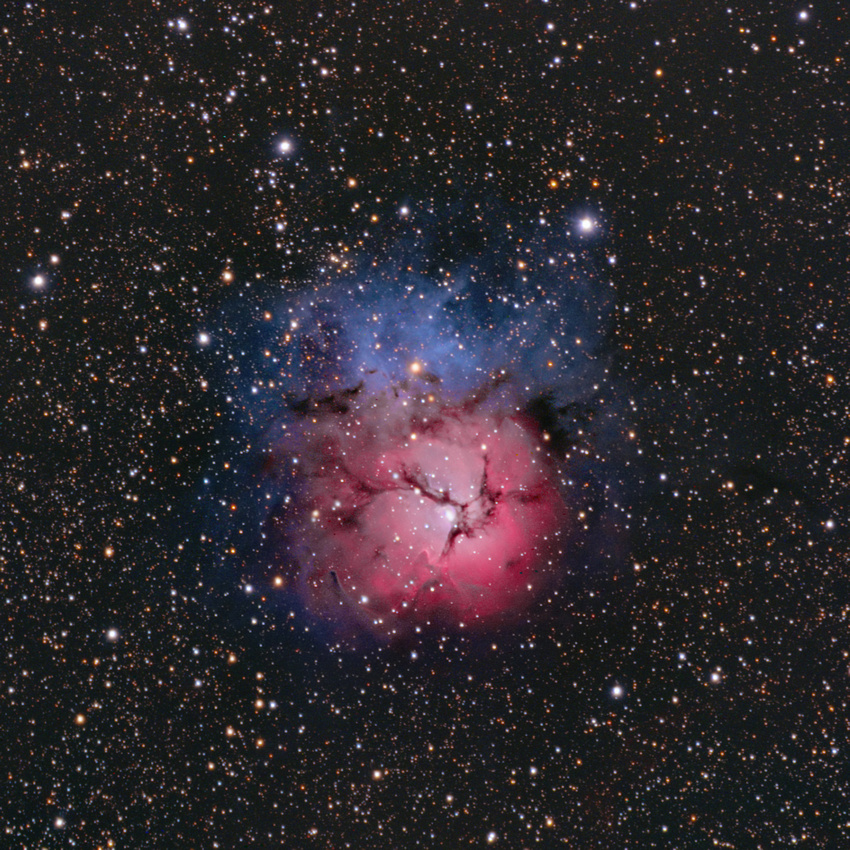
M20 بتلسكوب أحد الهواه
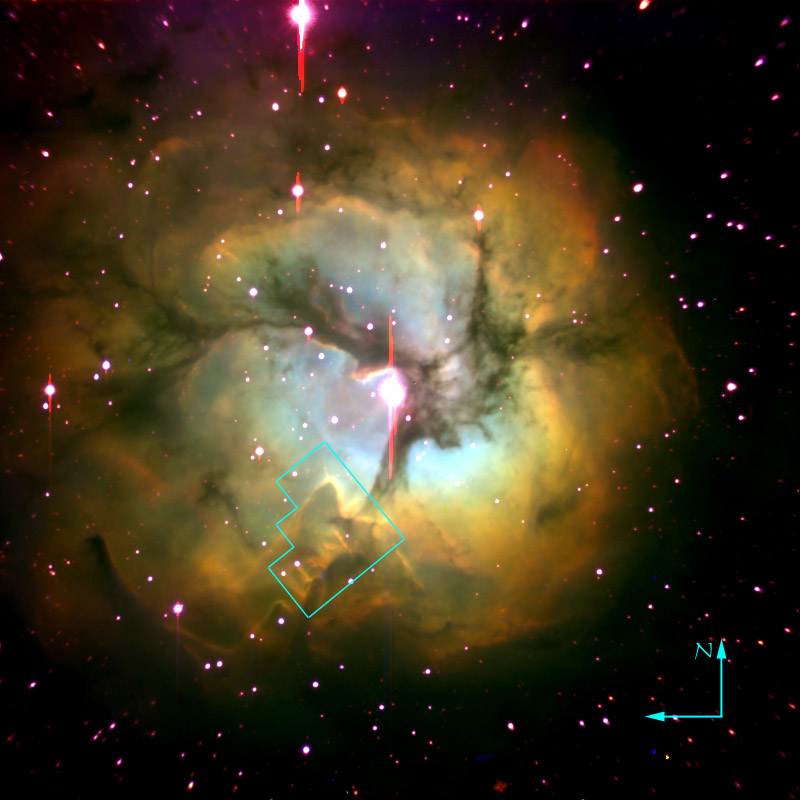
سديم تريفيد. الجزء المحدد مكبر في الصورة التالية. Credit: ناسا/وكالة الفضاء الأوروبية.
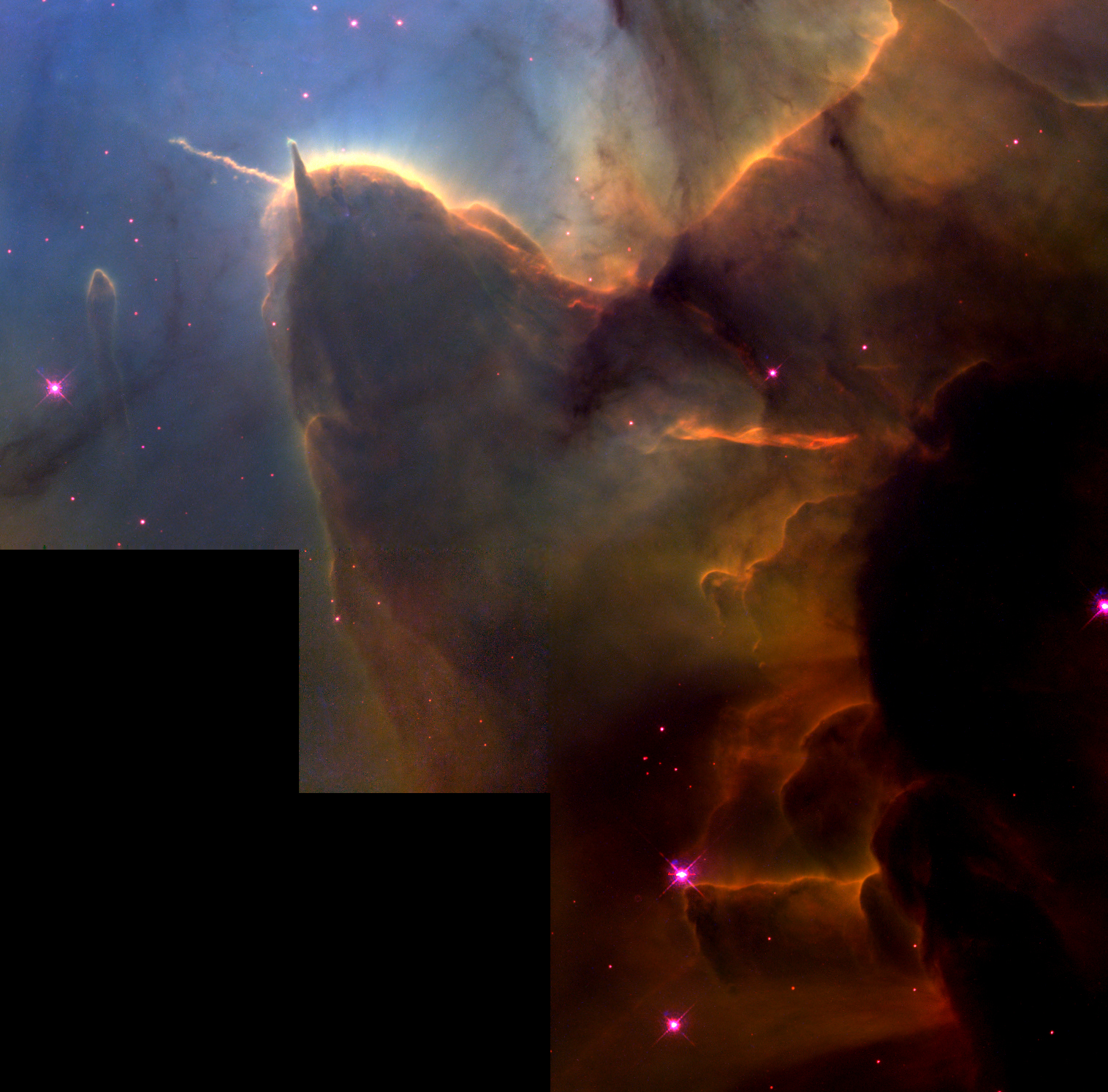
صورة من تلسكوب هابل وترى نفاثات خارجة من السديم. Credit: ناسا/وكالة الفضاء الأوروبية.
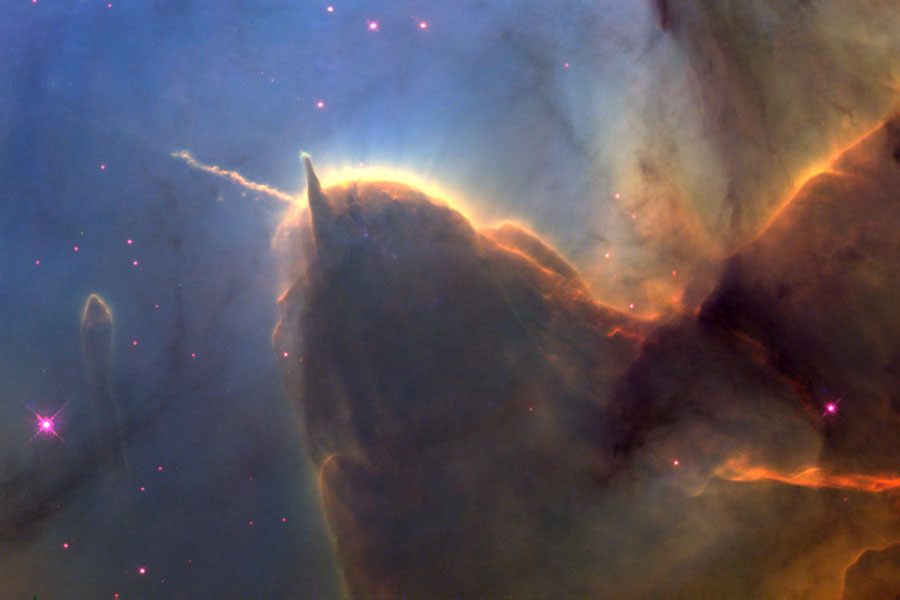
صورة من هابل توضح الصورة السابقة وتبين النفاثات الخارجة منه Credit: ناسا/وكالة الفضاء الأوروبية.
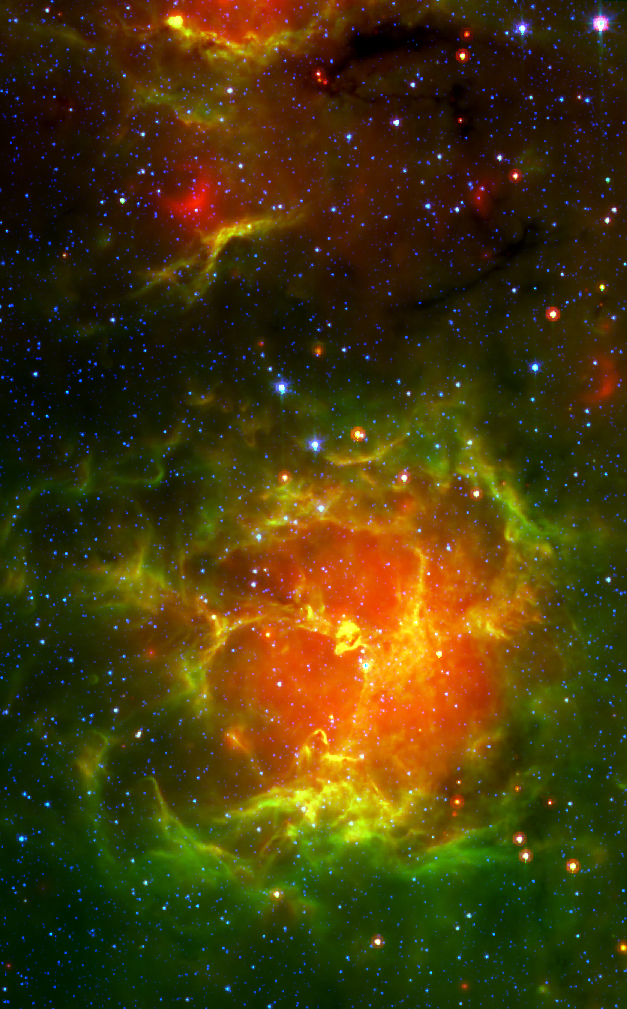
سديم تريفيد : صورة من مقراب سبيتزر الفضائي الذي يصور الأشعة تحت الحمراء ، ألوان الضوء هنا بطول موجة الألوان 3.6, 8.0, و24 ميكرون
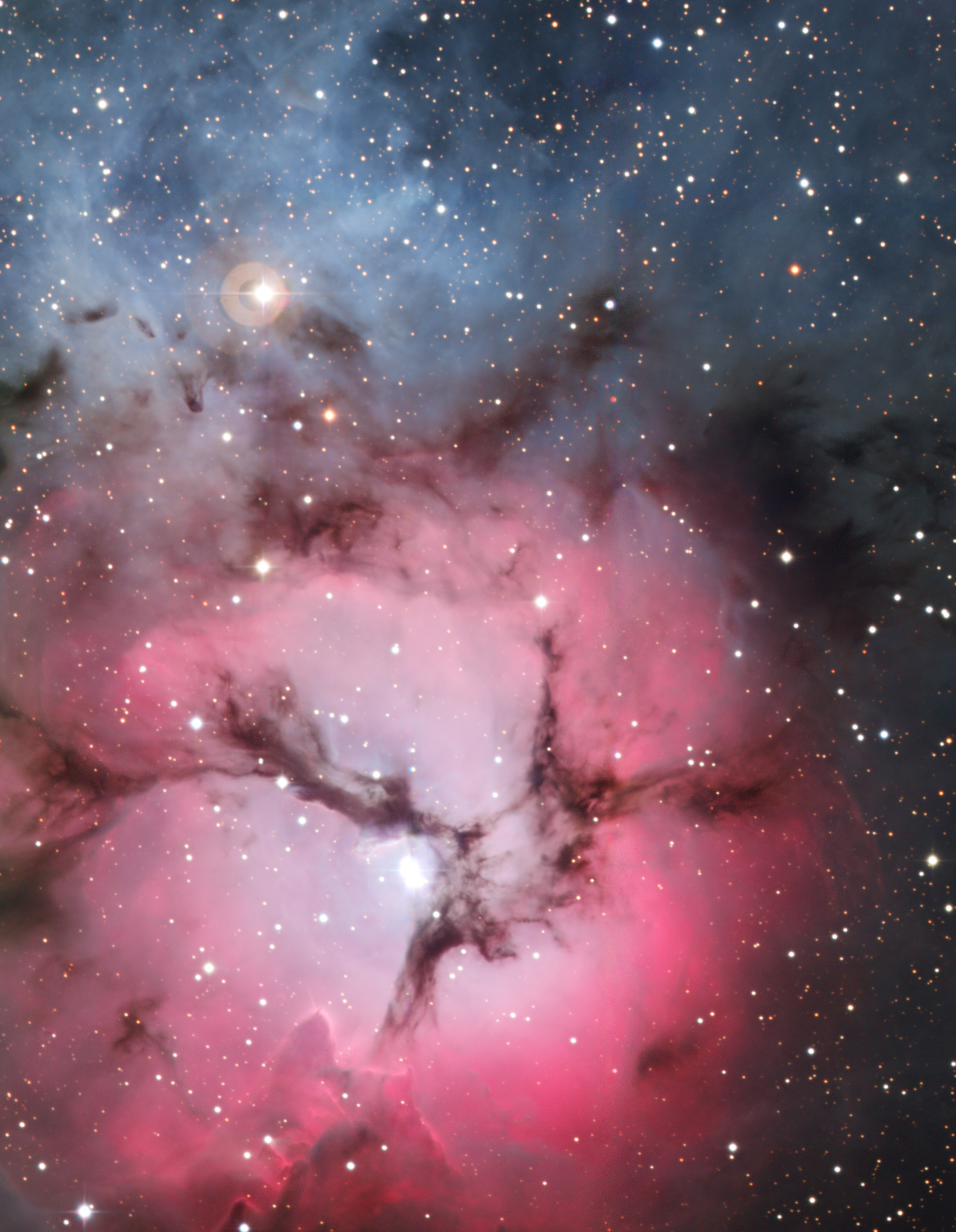
سديم تريفيد : صورة توضح نشأة نجوم جديدة . Credit: المرصد الأوروبي الجنوبي
- هذا الفيديو يبن صورا للأشعة تحت الحمراء ، وتتبعها صور للضوء المرئي للتفرقة بين التقنيتين. الصور لقطها التلسكوب الماسح VVV VISTA survey .

## اقرأ أيضا
| - سديم عاكس - علم الفلك للأشعة السينية - وسط بين نجمي - منطقة هيدروجين I - منطقة هيدروجين II - كويكبات - مجرة مظلمة - مجرة حلزونية - مجرة إهليجية - إن جي سي 1977 | - قائمة أشد النجوم سطوعا - نجم - مجرة - قزم أبيض - عملاق أحمر - الانفجار العظيم - خط زمني للانفجار العظيم - نجم نيوتروني - ثقب أسود - انفجار أشعة غاما 080319ب - انفجار أشعة غاما 090423 |  |